# Сакс, Хильда
Хильда Сакс (швед. Hilda Gustafva Sachs, 13 марта 1857 — 26 января 1935) — шведская журналистка и суфражистка.

## Биография
Хильда Сакс родилась в 1857 г. в Норрчёпинге и была младшей из четырёх дочерей в семье предпринимателя Юхана Густава Энгстрёма и Густавы Августы Густавссон.
В 1881 г. она окончила Högre lärarinneseminariet (программу подготовки учителей) в Стокгольме и работала преподавательницей в школе для девочек. В 1886 г. она вышла замуж Карла Сакса, который считался самым модным флористом Стокгольма и держал магазин на улице Дроттнинггатан. У Хильды и Карла родились двое детей.
Карл был сторонником культурного радикализма и политического вольнодумства. Карл и Хильда общались с журналистами, писателями и политиками левых взглядов. В число их ближайших друзей входил шведский социалист Хинке Бергегрен. В 1893 г. Карл скончался от сепсиса. Хильда сблизилась с Хинке Бергегреном, летом 1895 г. они отправились в Париж, и Хильда прожила там три года, работая иностранным корреспондентом газет Dagens Nyheter и Nya Dagligt Allehanda.
По возвращении в Швецию Хильда была выбрана в Publicistklubben — общественную организацию, целью которой были свобода прессы и свободы слова в журналистике. В то время в организации было всего 5 % женщин. Деятельность Хильды была высоко оценена, так что газета Nya Dagligt Allehanda в 1889 г. командировала её в Рим на международную конференцию журналистов как представительницу Швеции. Как журналистка Хильда писала статьи также для газет Svenska Dagbladet, Norrköpings Tidningar, Stockholms Dagblad, Stockholms-Bladet, Afton-Tidningen.
Хильда Сакс приняла участие в движении за равноправие женщин: участвовала в женских конференциях как активистка и журналистка, посетила Францию и Италию. В 1902 г. она вместе с группой женщин выступила с инициативой образования ассоциации Föreningen för kvinnans politiska rösträtt (Ассоциация за женские политические права), а с 1912 по 1921 г. была членом её правления . Ассоциация была распущена в 1921 г. после издания закона о получении женщинами избирательных прав. В дальнейшем Хильда вошла в состав рабочего комитета шведской гражданской женской ассоциации Svenska Kvinnors Medborgarförbund для дальнейшей борьбы за права женщин. Одной из тем стала её борьба с регуляцией проституции в Швеции: она написала книгу Den svarta domen («Чёрный суд», 1912), заметно повлиявшую на общественное мнение и приведшую к отмене этой регламентации в 1919 г. Хильда Сакс входила в число наиболее радикальных феминисток.
Кроме активной общественной деятельности Хильда занималась переводами французской литературы на шведский язык, сама писала книги Evig sommar («Вечное лето», 1900 г.), Märta («Марта», 1901 г.), Den besegrade lyckan («Побеждённое счастье», 1907 г.), в которых поднимала вопросы женственности и материнства. Её последняя книга, Kvinnoporträtt («Женский портрет»), вышла в 1918 г. и содержит около 20 биографий известных шведских женщин, активисток женского движения, ставшая ценным вкладом в феминистскую литературу.
Хильда Сакс умерла в 1935 г. и была похоронена в Сольне.